# Gothika
Gothika is een Amerikaanse mystery-thriller uit 2003 onder regie van Mathieu Kassovitz. Hoofdrolspeelster Halle Berry werd hiervoor genomineerd voor onder meer een MTV Movie Award. De film bracht $141.591.000 op, waarvan het grootste deel buiten de Verenigde Staten .

## Verhaal
Dr. Miranda Grey (Halle Berry) werkt als psychiater in een psychiatrische inrichting. Op een dag rijdt ze terug van haar werk en raakt ze met haar auto bijna een meisje midden op de weg. Als in een flits wordt ze het daaropvolgende moment wakker als patiënt in een afgesloten kamer van haar eigen inrichting. Ze wordt beschuldigd van moord op haar man en schijnbaar iedereen verklaart haar krankzinnig. Grey wil de buitenwereld niettemin overtuigen dat ze onschuldig en geestelijk in orde is.

## Rolverdeling
- Halle Berry - Miranda Grey
- Robert Downey jr. - Pete Graham
- Charles S. Dutton - Dr. Douglas Grey
- John Carroll Lynch - Sheriff Ryan
- Bernard Hill - Phil Parsons
- Penélope Cruz - Chloe Sava
- Dorian Harewood - Teddy Howard
- Bronwen Mantel - Irene
- Kathleen Mackey - Rachel Parsons
- Matthew G. Taylor - Turlington
- Michel Perron - Joe
- Andrea Sheldon - Tracey Seavers
- Noah Bernett - Tim